# Alex Holzwarth
Alex Holzwarth (* 4. Oktober 1968 in Landshut) ist ein deutscher Schlagzeuger aus der internationalen Power-Metal-Szene.

## Leben
Alex Holzwarth begann in seiner Kindheit mit dem Schlagzeugspiel, nachdem sein ein Jahr älterer Bruder Oliver Holzwarth anfing Bass zu spielen. Die beiden wohnten damals in Frankfurt und Holzwarth lernte zunächst bei einem Lehrer und nach einem Jahr begann er autodidaktisch weiterzumachen. Alex Holzwarth war Gründungsmitglied der Progressive-Rock-Band Sieges Even, in der er bis zu ihrer Auflösung 2008 aktiv war. Nach drei Jahren in der Band nahm er erneut Schlagzeugunterricht, diesmal bei der Musikschule Drummers Focus.
Ab dem 2000er Album Dawn of Victory war er festes Mitglied der Band Rhapsody und blieb ihr auch nach ihrer Umbenennung in Rhapsody of Fire treu. Auch spielte er auf dem ersten Album von Luca Turilli’s Rhapsody. Sein Bruder Oliver Holzwarth spielte von 2011 bis 2014 ebenfalls bei Rhapsody of Fire Bass. 2016 verließ er Rhapsody of Fire jedoch um sich anderen Projekten widmen zu können.
Als Ersatzschlagzeuger spielte er bei Angra und Blind Guardian, bei letzteren gemeinsam mit seinem Bruder. Mit Blind Guardian nahm er 2003 ihr Livealbum auf. Zwischen 2016 und 2018 war er Mitglied der Power-Metal-Band Serious Black. Außerdem wirkte er an der Metal-Opern Avantasia von Tobias Sammet, Marius Danielsen’s Legend of Valley Doom, und Timo Tolkki’s Avalon mit.
2017 nahm er Schlagzeug für Songs von Tragul auf, einem symphonischen Power-Metal-Projekt von Adrian Benegas. Zu den Gastmusikern zählen Zuberoa Aznárez (Diabulus in Musica) am Gesang, Steve Conley (Flotsam and Jetsam) an den Gitarren, Sander Zoer (Delain) und Alex Holzwarth (Rhapsody of Fire) am Schlagzeug sowie Oliver Holzwarth (Blind Guardian, Tarja Turunen) am Low. Seit Juni 2017 hat Tragul 11 Singles veröffentlicht. 2019 arbeitete Holzwarth erneut mit Adrian Benegas zusammen und nimmt Schlagzeug für Song 5 „Inferno“ aus seinem 2019 erschienenen Power-Metal-Debütalbum „The Revenant“ auf. Auch Oliver Holzwarth, Alex‘ Bruder, ist an besagtem Album beteiligt.
Alex Holzwarth unterrichtet Schlagzeug in der Musikschule Drummers Focus, wo er seinerzeit selbst Schüler gewesen ist. Er spielt ein Pearl-Drumset.

## Diskografie
Mit Angra
- 1993: Angels Cry
- 2000: Evil Warning

Mit Avantasia
- 2000: Tobias Sammet’s Avantasia (Maxi-CD)
- 2001: The Metal Opera
- 2002: The Metal Opera Part II
- 2010: Angel of Babylon
- 2010: The Wicked Symphony
- 2013: The Mystery of Time

Mit Blind Guardian
- 2003: Live

Mit Dol Ammad
- 2004: Star Tales
- 2006: Ocean Dynamics
- 2011: Winds of the Sun (EP)

Mit Hexfire
- 2011: The Fire of Redemption

Mit Marius Danielsen’s Legend Of Valley Doom
- 2015: The Legend of Valley Doom Part 1

Mit Paradox
- 2000: Collision Course

Mit Rhapsody/Rhapsody of Fire/Luca Turilli’s Rhapsody
- 2000: Holy Thunderforce
- 2000: Dawn of Victory
- 2001: Rain of a Thousand Flames
- 2002: Power of the Dragonflame
- 2004: Symphony Of Enchanted Lands II - The Dark Secret
- 2004: The Dark Secret (EP)
- 2004: Tales from the Emerald Sword (Kompilation)
- 2005: The Magic Of The Wizard’s Dream (feat. Christopher Lee, Maxi-CD)
- 2005: Live in Canada 2005 - The Dark Secret
- 2006: Triumph or Agony
- 2010: The Frozen Tears of Angels
- 2010: The Cold Embrace of Fear - A Dark Romantic Symphony (EP)
- 2011: From Chaos to Eternity
- 2012: Ascending to Infinity (Luca Turilli’s Rhapsody)
- 2013: Dark Wings of Steel
- 2013: Live – From Chaos to Eternity
- 2016: Into the Legend

Mit Serious Black
- 2016: Mirrorworld
- 2017: Magic

Mit Sieges Even
Mit Timo Tolkki’s Avalon
- 2013: The Land of New Hope – A Metal Opera